# Petrarca Pallavolo
Il Petrarca Pallavolo è stato una società pallavolistica maschile italiana con sede nella città di Padova.

## Storia

Paolo Tofoli, regista della generazione di fenomeni e salito alla ribalta nel Petrarca di fine anni 1980.

La società nacque nel 1970 all'interno del Collegio Universitario Antonianum per sostituire, nel campionato 1969-1970 di Serie B, la Pagnin Padova dei Vigili del Fuoco che si era formata nel 1952; il Petrarca portò a termine la stagione, iniziata dalla Pagnin, sfiorando la promozione in Serie A. La promozione fu conquistata l'anno successivo e il debutto in Serie A avvenne nella stagione 1971-72.
Il Petrarca retrocesse subito in B, ma l'anno successivo risalì in A trascinato dalle schiacciate del nuovo acquisto polacco Zdzisław Ambroziak, grazie al quale ottenne il settimo posto nel campionato di Serie A 1973-74, a cui fecero seguito un quinto e un sesto posto nelle due stagioni successive. La cessione del polacco, considerato uno dei più forti stranieri visti a Padova, e la riorganizzazione della squadra portarono alla retrocessione al termine della stagione 1977-78.
Fino al 1984 il Petrarca fece la spola tra le massima e la seconda serie (fino al 1977 A e B, e in seguito A1 e A2); nei successivi venticinque anni fu ininterrottamente in Serie A1, ottenendo come migliori piazzamenti un quarto posto nel 1989-90, stagione in cui fu eliminato nella semifinale dei play-off scudetto, e un quinto posto nel 2003-04. Nel 1999, il club uscì dall'Unione Sportiva Petrarca e prese la denominazione Sempre Volley.
A livello europeo, la squadra patavina disputò cinque finali di Coppa CEV: ne perse quattro (1988, 1989, 1992 e 1993) prima di vincere la quinta, nell'edizione 1993-94, sotto la guida dell'allenatore Carmelo Pittera. È l'unico trofeo di prestigio della società bianconera (anche se ai tempi la Coppa CEV rappresentava solo il terzo trofeo continentale per importanza), che nel decennio seguente chiuse al quarto posto l'edizione 2004-05 della stessa manifestazione.
Tra i più noti pallavolisti che hanno fatto parte della formazione veneta, possono essere annoverati Bernardi e Fei agli esordi, Paolo Tofoli, Franco Bertoli, Vladimir Grbić, Jurij Sapega, Giovane, Fefè De Giorgi, Michele Pasinato e Craig Buck.

## Palmarès

Il Petrarca della stagione 1993-94 vittorioso in Coppa CEV

### Competizioni nazionali
- Campionato italiano di beach volley: 1

1993

### Competizioni internazionali
- Coppa CEV: 1

1993-94